# The Second Sitting for the Last Supper
The Second Sitting for the Last Supper is een lied van 10cc. Het is afkomstig van hun derde album The Original Soundtrack. Het lied is geschreven door de gehele band.
De band "schreeuwt" om een nieuw bezoek van de Verlosser op Aarde, die een overvloedig leven kan geven (Land of Milk and Honey). Er is zoveel armoede (Another loser in the queue for the soup kitchen). Ze vinden het er ook wel de tijd voor (You haven’t been for so long). Ze geven aan wie er dan aan de nieuwe versie van het Laatste avondmaal kunnen aanschuiven: arme zwarte bevolking, zwervers en zelfmoordplegers als gevolg van drugs. 

## Musici
- Lol  Creme – gitaar, percussie, piano, achtergrondzang
- Kevin Godley – slagwerk, percussie
- Eric Stewart – zang, gitaar, orgel, piano, achtergrondzang
- Graham Gouldman – gitaar, basgitaar, achtergrondzang